# Boeing XB-38 Flying Fortress
Boeing XB-38 Flying Fortress – amerykański prototypowy bombowiec dalekiego zasięgu, będący zmodyfikowaną wersją samolotu Boeing B-17 Flying Fortress. Celem modyfikacji było sprawdzenie, czy zamontowanie rzędowych dwunastocylindrowych silników Allison V-1710-97 znacząco poprawi osiągi bombowca. Wybudowano jeden egzemplarz XB-38, który uległ rozbiciu podczas prób w locie.

## Historia
W marcu 1942 roku rozpoczęły się rozmowy pomiędzy United States Army Air Forces a wytwórnią Boeing Airplane Company na temat zwiększenia możliwości operacyjnych bombowca B-17 poprzez zamontowanie w nich silników Allison V-1710-97 zamiast dotychczasowych silników gwiazdowych Wright R-1820-97. Kontrakt AC-28120 na budowę takiej maszyny podpisano 10 lipca 1942 roku z zakładami Vega Aircraft Corporation wchodzącymi w skład Boeinga. Do modernizacji wybrano dziewiąty egzemplarz produkcyjny B-17E o numerze seryjnym 41-2401. Nowy samolot otrzymał fabryczne oznaczenie Vega Model V-134-1 a z uwagi na zakres wprowadzonych modyfikacji zmieniono również oznaczenie wojskowe na XB-38. Po niecałym roku od podpisania kontraktu nowy samolot gotowy był do swojego pierwszego lotu. Nastąpił on 19 maja 1943 roku. Po dwunastu godzinach prób w locie, 16 czerwca 1943 roku podczas testów prowadzonych na dużej wysokości zapalił się jeden z silników bombowca. Załoga, nie mogąc ugasić pożaru, bezpiecznie wyskoczyła na spadochronach a sam samolot uległ rozbiciu. Zamontowanie nowej, silniejszej od dotychczas stosowanej jednostki napędowej w radykalny sposób nie poprawiło osiągów B-17 a jako że silniki V-1710 miały być zarezerwowane dla samolotów Lockheed P-38 Lightning i Curtiss P-40 Warhawk, cały program XB-38 anulowano 12 sierpnia 1943 roku.

## Konstrukcja
Samolot był całkowicie metalowym dolnopłatem, którego konstrukcja była w zasadzie identyczna jak B-17E. Jednak z powodu zainstalowania nowych, dwunastocylindrowych, rzędowych silników chłodzonych cieczą zmodyfikowano zawieszenie silników. Zamontowano nowe, czterołopatowe, przestawialne śmigła. Pomiędzy silnikami, na skrzydłach zainstalowano chłodnice glikolu z wlotami powietrza umieszczonymi na krawędzi płata. Chłodnice oleju umieszczono za silnikami.